# Leon Bailey
Leon Patrick Bailey, född 9 augusti 1997, är en jamaicansk fotbollsspelare som spelar för Serie A klubben Roma, på lån Aston Villa och Jamaicas landslag.

## Klubbkarriär
I januari 2017 värvades Bailey av Bayer Leverkusen. Den 19 augusti 2018 förlängde han sitt kontrakt fram till 2023.
Den 4 augusti 2021 värvades Bailey av Aston Villa, där han skrev på ett fyraårskontrakt.

## Landslagskarriär
Bailey debuterade för Jamaicas landslag den 17 juni 2019 i en 3–2-vinst över Honduras.